# Андерсен, Кеннет Дауке
Ке́ннет Да́уке А́ндерсен (дат. Kenneth Daucke Andersen, известен и как Ке́ннет Да́уке, дат. Kenneth Daucke) — датский кёрлингист.
В составе мужской сборной Дании участник чемпионата мира 2004, в составе юниорской мужской сборной Дании участник трёх юниорских чемпионатов мира. Двукратный чемпион Дании среди мужчин, чемпион Дании среди смешанных команд.

## Достижения
- Чемпионат Дании по кёрлингу среди мужчин: золото (2004, 2005).
- Чемпионат Дании по кёрлингу среди смешанных команд: золото (2003).
- Чемпионат мира по кёрлингу среди юниоров: серебро (2001).
- Чемпионат Дании по кёрлингу среди юниоров: золото (1998, 1999, 2001, 2002).

## Команды
| Сезон                                          | Четвёртый         | Третий                | Второй                | Первый              | Запасной                                           | Турниры                       |
| ---------------------------------------------- | ----------------- | --------------------- | --------------------- | ------------------- | -------------------------------------------------- | ----------------------------- |
| 1997—98                                        | Каспер Викстен    | Кеннет Дауке Андерсен | Tim Kronholm          | Суне Фредериксен    | Mikael Lohman Jensen (ЧМЮ)                         | ЧДЮ 1998 · ЧМЮ 1998 (9 место) |
| 1998—99                                        | Casper Bossen     | Каспер Викстен        | Кеннет Дауке          | Kim Sylvest         | Суне Фредериксен                                   | ЧДЮ 1999                      |
| 2000—01                                        | Casper Bossen     | Кеннет Дауке Андерсен | Kim Sylvest Nielsen   | Суне Фредериксен    | Nicolai Frederiksen тренер: Finn Nielsen (ЧМЮ)     | ЧДЮ 2001 · ЧМЮ 2001           |
| 2001—02                                        | Casper Bossen     | Кеннет Дауке Андерсен | Суне Фредериксен      | Nicolai Frederiksen | Кеннет Йоргенсен (ЧМЮ) тренер: Олле Брудстен (ЧМЮ) | ЧДЮ 2002 · ЧМЮ 2002 (7 место) |
| 2003—04                                        | Йонни Фредериксен | Ларс Виландт          | Бо Йенсен             | Кеннет Дауке        | Хенрик Якобсен                                     | ЧДМ 2004                      |
| 2003—04                                        | Йонни Фредериксен | Ларс Виландт          | Кеннет Дауке Андерсен | Бо Йенсен           | Хенрик Якобсен                                     | ЧМ 2004 (8 место)             |
| 2004—05                                        | Йонни Фредериксен | Ларс Виландт          | Бо Йенсен             | Кеннет Дауке        | Хенрик Якобсен                                     | ЧДМ 2005                      |
| Кёрлинг среди смешанных команд (mixed curling) |                   |                       |                       |                     |                                                    |                               |
| 2002—03                                        | Йонни Фредериксен | Nete Larsen           | Кеннет Дауке          | Pernille Nielsen    | Ларс Виландт                                       | ЧДСК 2003                     |

(скипы выделены полужирным шрифтом)